# Tropaeolum minus
Tropaeolum minus là một loài thực vật có hoa trong họ Tropaeolaceae. Loài này được L. miêu tả khoa học đầu tiên năm 1753.